# Mikel Arteta
Mikel Arteta Amatriain (San Sebastián, 26 maart 1982) is een Spaans voetbaltrainer en voormalig profvoetballer die doorgaans centraal op het middenveld speelde. Hij werd op 20 december 2019 aangesteld als hoofdtrainer van Arsenal.
Arteta speelde van 2000 tot en met 2016 voor achtereenvolgens FC Barcelona B, Paris Saint-Germain, Rangers, Real Sociedad, Everton en Arsenal. Hij speelde voor Spaanse nationale jeugdselecties onder 17, onder 18 en onder 21.

## Clubvoetbal
Arteta begon met clubvoetbal bij Antiguoko, waar hij samenspeelde met Xabi Alonso. Het tweetal is sindsdien bevriend. Arteta werd 1997 opgenomen in de cantera van FC Barcelona, terwijl Xabi Alonso naar Real Sociedad ging. Arteta won met FC Barcelona Juvenil A in 2000 de Copa del Rey Juvenil ten koste van Real Mallorca (2–1). De geboren Bask speelde nooit een officiële wedstrijd in het eerste elftal van de club doordat hij te sterke concurrentie ondervond van onder meer Josep Guardiola, Xavi Hernández en Phillip Cocu. Wel speelde Arteta enkele oefenwedstrijden met het eerste elftal, waarvan de eerste op zestienjarige leeftijd tegen Hertha BSC. In 2000 behoorde hij tot de jeugdspelers die met het eerste elftal naar Nederland kwamen voor een trainingskamp. Arteta speelde in wedstrijden tegen WHC Wezep en AFC Quick 1890. Hij scoorde tegen WHC Wezep.
In januari 2001 vertrok Arteta van FC Barcelona B op huurbasis naar Paris Saint-Germain. Hij bleef tot de zomer van 2002 bij de Franse club, waar Arteta samenspeelde met onder andere Ronaldinho. In 2002 werd Arteta verkocht aan Rangers, waarmee hij in zijn eerste seizoen de Schotse landstitel behaalde. Real Sociedad haalde Mikel Arteta in 2004 terug naar Spanje als vervanger van Xabi Alonso, die naar Liverpool was vertrokken. De club uit zijn geboortestad leende Arteta in januari 2005 uit aan Everton. Bij de Engelse club had hij als controleur op het middenveld zijn aandeel aan de vierde plaats in het Premiership, die recht gaf op deelname aan de voorronde van de UEFA Champions League. In juli 2005 nam Everton Arteta definitief over voor circa vier miljoen euro. Aan het eind van het seizoen 2005/06 werd Arteta door zowel de fans als door zijn ploeggenoten uitgeroepen tot Everton-speler van het jaar, middels de Player of the Season Award. Arteta werd vervolgens vice-aanvoerder van The Toffees achter Phil Neville.
Arteta verruilde Everton op 31 augustus 2011 voor Arsenal, waar hij voor vier jaar tekende. Hier werd hij na verloop van tijd vice-aanvoerder, achter toenmalig ploeggenoot Thomas Vermaelen. Gedurende de seizoenen 2014/15 en 2015/16 was hij geen basisspeler meer en kwam hij mede door blessures mondjesmaat in actie. Arteta maakte op maandag 16 mei 2016 bekend per direct te stoppen met voetballen.

## Clubstatistieken
| Seizoen | Club                | Land               | Competitie              | Competitie | Competitie | Beker | Beker | Europa | Europa | Totaal | Totaal |
| Seizoen | Club                | Land               | Competitie              | Wed.       | Dlp.       | Wed.  | Dlp.  | Wed.   | Dlp.   | Wed.   | Dlp.   |
| ------- | ------------------- | ------------------ | ----------------------- | ---------- | ---------- | ----- | ----- | ------ | ------ | ------ | ------ |
| 2000/01 | FC Barcelona B      | Vlag van Spanje    | Segunda División B      | 20         | 8          | -     | -     | -      | -      | 20     | 8      |
| 2000/01 | Paris Saint-Germain | Vlag van Frankrijk | Ligue 1                 | 6          | 1          | -     | -     | 4      | 0      | 10     | 1      |
| 2001/02 | Paris Saint-Germain | Vlag van Frankrijk | Ligue 1                 | 25         | 1          | -     | -     | 6      | 0      | 31     | 1      |
| 2002/03 | Rangers             | Vlag van Schotland | Scottish Premier League | 27         | 4          | -     | -     | 1      | 0      | 28     | 4      |
| 2003/04 | Rangers             | Vlag van Schotland | Scottish Premier League | 23         | 8          | -     | -     | 4      | 0      | 27     | 8      |
| 2004/05 | Real Sociedad       | Vlag van Spanje    | Primera División        | 15         | 1          | 2     | 0     | -      | -      | 17     | 1      |
| 2004/05 | Everton             | Vlag van Engeland  | Premier League          | 12         | 1          | 1     | 0     | -      | -      | 13     | 1      |
| 2005/06 | Everton             | Vlag van Engeland  | Premier League          | 29         | 1          | 3     | 1     | 3      | 1      | 35     | 3      |
| 2006/07 | Everton             | Vlag van Engeland  | Premier League          | 35         | 9          | 3     | 0     | -      | -      | 38     | 9      |
| 2007/08 | Everton             | Vlag van Engeland  | Premier League          | 28         | 1          | 2     | 0     | 7      | 3      | 37     | 4      |
| 2008/09 | Everton             | Vlag van Engeland  | Premier League          | 26         | 6          | 3     | 1     | 2      | 0      | 31     | 7      |
| 2009/10 | Everton             | Vlag van Engeland  | Premier League          | 13         | 6          | 1     | 0     | 2      | 0      | 16     | 6      |
| 2010/11 | Everton             | Vlag van Engeland  | Premier League          | 29         | 3          | 4     | 0     | -      | -      | 33     | 3      |
| 2011/12 | Everton             | Vlag van Engeland  | Premier League          | 2          | 1          | 1     | 1     | -      | -      | 3      | 2      |
| 2011/12 | Arsenal             | Vlag van Engeland  | Premier League          | 29         | 6          | 3     | 0     | 6      | 0      | 38     | 6      |
| 2012/13 | Arsenal             | Vlag van Engeland  | Premier League          | 34         | 6          | 2     | 0     | 7      | 0      | 43     | 6      |
| 2013/14 | Arsenal             | Vlag van Engeland  | Premier League          | 31         | 2          | 6     | 1     | 6      | 0      | 43     | 3      |
| 2014/15 | Arsenal             | Vlag van Engeland  | Premier League          | 7          | 0          | -     | -     | 4      | 1      | 11     | 1      |
| 2015/16 | Arsenal             | Vlag van Engeland  | Premier League          | 9          | 0          | 3     | 0     | 1      | 0      | 13     | 0      |
| Totaal  | Totaal              | Totaal             | Totaal                  | 400        | 65         | 34    | 4     | 53     | 5      | 487    | 74     |

## Interlandcarrière
Arteta kwam verschillende malen uit voor diverse Spaanse nationale jeugdelftallen. Hij kwam eenmaal uit voor het Baskisch elftal.

## Erelijst

### Als speler
| Competitie              |                     |                     |                     |                     |
| Competitie              | Aantal              | Jaren               |                     |                     |
| Paris Saint-Germain     | Paris Saint-Germain | Paris Saint-Germain | Paris Saint-Germain | Paris Saint-Germain |
| ----------------------- | ------------------- | ------------------- | ------------------- | ------------------- |
| UEFA Intertoto Cup      | 1x                  | 2001                |                     |                     |
| Glasgow Rangers         |                     |                     |                     |                     |
| Scottish Premier League | 1x                  | 2002/03             |                     |                     |
| Scottish League Cup     | 1x                  | 2002/03             |                     |                     |
| Arsenal                 |                     |                     |                     |                     |
| FA Cup                  | 2x                  | 2013/14, 2014/15    |                     |                     |
| FA Community Shield     | 2x                  | 2014, 2015          |                     |                     |
| Spanje onder 16         |                     |                     |                     |                     |
| UEFA EK onder 16        | 1x                  | 1999                |                     |                     |
| Spanje onder 18         |                     |                     |                     |                     |
| UEFA/CAF Meridian Cup   | 1x                  | 1999                |                     |                     |

### Als trainer
| FA Cup              | 1x | 2019/20    |
| FA Community Shield | 2x | 2020, 2023 |